# Edit Kindvall
Edit Maria Kindvall, född 21 juli 1866 i Varberg, död 26 december 1951 i Stockholm, var en svensk fotograf, lärarinna och kvinnosakskvinna. Hon drev under flera år en egen fotografateljé i Storvik i Sandvikens kommun, och var med och grundade en lokalavdelning för Landsföreningen för kvinnans politiska rösträtt i staden. Hon satt med i styrelsen för Sveriges Moderata Kvinnoförbund när förbundet bildades, men lockades av Arvid Lindman över till Allmänna valmansförbundet, av vilka hon var anställd för att resa runt i landet för att värva kvinnliga medlemmar.

## Biografi
Edit Kindvall föddes 1866 i dåvarande Varbergs stad. Hon var dotter till bokhandlaren, förläggaren och possessionaten Karl Axel Kindvall (född 1832), och Anna Charlotta Lindqvist (född 1834). Under sin uppväxt bodde hon även i Tranås, där fadern avled år 1880. 1881 flyttade då modern och barnen till Linköping. Några år senare flyttade Edit Kindvall själv tillbaka till Tranås, där hon bodde hos inspektör Klas Emil Ekvall med familj. Förmodligen var det under tiden i Tranås som Kindvall utbildade sig till lärare.
1886 flyttade Kindvall till Finspång, där hon började arbeta som lärarinna. Hon var verksam i Finspång fram till 1889, då hon flyttade tillbaka till Tranås. Hon verkade som lärare i Tranås i ett drygt år, innan hon 1890 flyttade till Göteborg. Mellan 1894 och 1897 var Kindvall lärarinna i Stråtjära i Söderhamns kommun, innan hon mellan 1898 och 1901 var guvernant i Sundsvall.
1901 flyttade Kindvall till Arbrå i nuvarande Bollnäs kommun, och bytte karriär: hon började som fotografbiträde hos fotografen Carl Berggren. 1902 öppnade Kindvall en egen ateljé i Storvik i Sandvikens kommun. Ateljén innehade hon mellan 1902 och 1909, och hon grundade även en filial i Norberg (i Västmanland). Därefter återgick hon till lärarinneyrket, och inledde även ett politiskt engagemang. Då var hon fortfarande bosatt i kvarteret Lillvik i Storvik. Omkring 1912 flyttade hon till Stockholm, där hon mellan 1913 och 1916 var bosatt i Adolf Fredriks församling och mellan 1916 och 1923 var bosatt i Solna.

## Politiskt engagemang
I Gästrikland var hon 1907 med och bildade Landsföreningen för kvinnans politiska rösträtts (LKPR) lokalavdelning i Storvik, och hon var medlem av landsföreningens centralstyrelse. Utöver sitt engagemang i Storvik hade hon också varit med och grundat rösträttsföreningar på flera håll, och i synnerhet på olika platser i Gästrikland, Dalarna och Hälsingland. Hon var en av de främsta högertalarna i Gävleborgs län, och höll bland annat ett föredrag när SMKF-avdelningen i Bollnäs bildades.
Från 1908 var Edit Kindvall engagerad i Svenska folkförbundet, och var ledare för förbundets ungdomsverksamhet. Hon deltog även i bildandet av lokalkommittéer för förbundet. Dessutom hade hon ett längre engagemang inom Sveriges Moderata Kvinnoförbund (SMKF). Hon ingick i det nybildade förbundets riksstyrelse från det att det bildades 1912, och tjänstgjorde som dess sekreterare. Av Arvid Lindman lockades hon dock över till Allmänna valmansförbundet, som hon var en del av från 1915. Hon anställdes av förbundet för att skapa en kvinnoverksamhet direkt knuten till det, vilket väckte frustration hos SMKF då de konkurrerade om samma potentiella medlemmar. Hur hon i sammanhanget såg på Allmänna valmansförbundets inställning till kvinnlig rösträtt är okänt: medan hon i sitt engagemang i LKPR och SMKF hade propagerat för den kvinnliga rösträtten avvisade Allmänna valmansförbundet som parti kvinnlig rösträtt.
Kindvall har vittnat om hur kombinationen av högerpolitiskt engagemang i Storvik och kampen för kvinnlig rösträtt i Sverige ledde till "besvärliga slädturer, stängda lokaler och avoghet mot »emanciperade fruntimmer«."